# Huernia hadramautica
Huernia hadramautica är en oleanderväxtart som beskrevs av John Jacob Lavranos. Huernia hadramautica ingår i släktet Huernia och familjen oleanderväxter. Inga underarter finns listade i Catalogue of Life.